# 蒙古生活
《蒙古生活》（德语：Taiga），8小时长纪录片，由乌尔丽克·奥廷格执导并摄影。
影片聚焦于蒙古国北部遊牧民族，特别是达尔扈特游牧民族和薩彥嶺乌梁海的生活方式和礼仪准则。

## 拓展阅读
- Ottinger, Ulrike. . Nishen. 1993  [15 October 2010]. ISBN 978-3-88940-078-9 （德语）.